# Bremerton (Washington)
Bremerton je grad u američkoj saveznoj državi Washington. Prema popisu stanovništva iz 2010. u njemu je živjelo 37.729 stanovnika.